# Collection UNESCO d'œuvres représentatives
La collection UNESCO d'œuvres représentatives est un projet de traduction de l'Organisation des Nations unies pour l'éducation, la science et la culture (UNESCO) qui a été actif de 1948 à 2005. Le but du projet était de traduire les chefs-d'œuvre de la littérature mondiale, principalement d'une langue peu parlée dans une langue plus internationale comme l'anglais ou le français. En 2005, il y avait 1 060 œuvres dans le catalogue représentant soixante-cinq littératures différentes, environ cinquante langues asiatiques, vingt langues européennes et d'autres langues d'Afrique et d'Océanie. L'Unesco a financé les traductions et les publications mais ne faisait pas office de maison d'édition, travaillant à la place avec d'autres maisons d'édition qui ont ensuite vendu les livres indépendamment.
Les œuvres étaient choisies en fonction de plusieurs critères. En général, de nouvelles versions d'œuvres déjà traduites ou des œuvres d'auteurs peu connus n'étaient pas sélectionnées pour faire partie de la collection.Une certaine procédure devait être suivie. Les États membres présentaient une liste d'œuvres qu'ils considéraient comme représentatives des valeurs de leur culture. Des organisations culturelles internationalement reconnues, comme PEN International ou le Conseil international de la philosophie et des sciences humaines, étaient aussi sollicitées pour établir ces listes. De plus, des suggestions étaient envoyées par des maisons d'édition qui se portaient volontaire pour traduire certaines œuvres en particulier qu'elles considéraient mériter une place dans la Collection.
À partir de 2005, l'Unesco ne pouvait plus financer de nouvelles traductions mais a quand même maintenu un catalogue des anciennes traductions en ligne.
Les œuvres de l'Asie ont été en partie publiées en français dans la collection « Connaissance de l'Orient » chez Gallimard.

## Critères de sélection

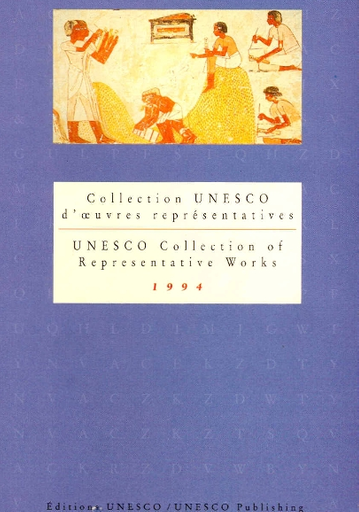
Collection UNESCO d'œuvres représentatives par l'ONU (1994)

Les œuvres représentatives doivent correspondre aux idées de l’UNESCO, c’est le critère principal. En prenant des décisions, le rôle fondamental jouait le respect mutuel entre les pays membres de l'Organisation. Par conséquent, il était interdit de soutenir des notions de la guerre, du racisme et de la violence.
Par ailleurs, les œuvres ont des liens entre la culture et le peuple, soumettant des visions de la paix et de la tolérance par la connaissance des valeurs artistiques spécifiques de chaque culture. L’UNESCO tente par tous les moyens de garder une harmonie géographique parmi les différentes régions présentent dans la Collection.
Afin d’émettre un avis extérieur, en fonction de la nature du projet, un Conseil scientifique international pour la Collection UNESCO d'œuvres représentatives fut sollicité.

## Statistiques
Liste des langues où les œuvres ont majoritairement été traduites et le nombre d'œuvres traduites dans ces langues :
- Anglais : 455
- Français : 450
- Espagnol : 71

- Arabe : 38
- Allemand : 25

Les langues avec un nombre significatif d'œuvres sujettes à traduction incluent :
- Tamoul : 341
- Japonais : 152
- Espagnol : 105
- Arabe : 62
- Chinois : 61
- Persan : 54
- Sanskrit : 49
- Portugais : 44
- Bengali : 34
- Français : 34
- Coréen : 31
- Anglais : 29
- Hindi : 27
- Italien : 24
- Pali : 23
- Hongrois : 16
- Turc : 16
- Grec : 14
- Roumain : 14
- Ourdou : 13

Les groupes significatifs d'œuvres traduites d'une langue à une autre incluent :
- Japonais à Anglais : 92
- Chinois à Anglais ; 30
- Persan à Anglais : 26
- Sanskrit à Anglais : 23
- Coréen à Anglais : 22
- Espagnol à Anglais : 22
- Hindi à Anglais : 20
- Pali à Anglais : 20
- Bengali à Anglais : 19
- Arabe à Anglais : 12
- Espagnol à Français : 62
- Arabe à Français : 41
- Japonais à Français : 39
- Portugais à Français : 31
- Chinois à Français : 23
- Persan à Français : 20
- Italien à Français : 19
- Sanskrit à Français : 16
- Anglais à Français : 14
- Bengali à Français :13
- Français à Arabe : 14

Auteurs avec un nombre significatif de traductions incluent : 
- Natsume Sōseki : 11
- Yasunari Kawabata : 9
- Djalâl ad-Dîn Rûmî : 8
- Julio Cortázar : 7
- Yukio Mishima : 5
- Mohamed Iqbal : 5